# Horst Bächmann
Horst Bächmann (* 29. Januar 1937 in Danzig; † 12. Februar 2025 in Bad Godesberg) war ein deutscher Diplomat, der unter anderem von 1998 bis 2002 Botschafter in Australien war.

## Leben
Nach dem Abitur begann Bächmann 1957 ein Studium der Rechtswissenschaften an der Johann-Wolfgang-Goethe-Universität Frankfurt am Main sowie Ruprecht-Karls-Universität Heidelberg und legte 1961 das Erste Staatsexamen ab. 1964 erfolgte an der Ruprecht-Karls-Universität Heidelberg seine Promotion zum Dr. jur. mit einer Dissertation zum Thema Die Bauplanung im italienischen Recht, ehe er nach abgeschlossenem Referendariat 1965 das Zweite Staatsexamen ablegte.
1967 trat er in den Auswärtigen Dienst ein und fand neben Tätigkeiten in der Zentrale des Auswärtigen Amtes in den folgenden Jahren Verwendungen an den Botschaften in Indonesien, Rumänien, Italien und Iran sowie an der Ständigen Vertretung bei der NATO in Brüssel.
Zuletzt wurde er 1998 Nachfolger von Klaus Zeller als Botschafter in Australien und übte dieses Amt bis zu seiner Versetzung in den Ruhestand und die Ablösung durch Klaus-Peter Klaiber 2002 aus.

## Veröffentlichungen
- Die Bauplanung im italienischen Recht. Heidelberg 1964